# Radoslav Batak
Radoslav Batak, cyr. Радослав Батак (ur. 15 sierpnia 1977 w Nowym Sadzie) – czarnogórski piłkarz występujący na pozycji obrońcy.

## Życiorys
Jest wychowankiem klubu ČSK Pivara. W 1995 roku trafił do drużyny Mladost Apatin. Następnie występował w FK Vrbas oraz Vojvodinie Nowy Sad. W 2003 roku został piłkarzem rosyjskiego Dinama Moskwa. Po 3 sezonach przeniósł się do Ankarasporu. Po wycofaniu się Ankarasporu z rozgrywek ligowych w 2009 roku, Batak został piłkarzem Antalyasporu. W 2010 roku odszedł do Mogrenu Budva.
W 2007 roku zadebiutował w reprezentacji Czarnogóry.